# Faunis toxopeusi
Faunis toxopeusi är en fjärilsart som beskrevs av Robert T. Bakker 1942. Faunis toxopeusi ingår i släktet Faunis och familjen praktfjärilar. Inga underarter finns listade i Catalogue of Life.